# 祖承勳
祖承勳，汉军正黄旗人，清朝政治人物。貢生出身。
祖承勳曾于1657年接替郭起凤任松江府知府一职，任内为官清廉。1660年由于汝翼接任。